# Nieurlet
Nieurlet (flämisch: Nieuwerleet) ist eine französische Gemeinde mit 906 Einwohnern (Stand: 1. Januar 2022) im Département Nord in der Region Hauts-de-France. Sie gehört zum Arrondissement Dunkerque und zum Kanton Wormhout. Die Einwohner werden Nieurletois genannt.

## Geographie
Die Gemeinde Nieurlet liegt im Regionalen Naturpark Caps et Marais d’Opale, etwa 28 Kilometer südsüdwestlich von Dünkirchen. Umgeben wird Nieurlet von den Nachbargemeinden Lederzeele im Norden, Buysscheure im Nordosten und Osten, Noordpeene im Osten, Clairmarais im Südosten und Süden, Saint-Omer im Süden sowie Saint-Momelin im Westen und Nordwesten.

## Bevölkerungsentwicklung
| Jahr                       | 1962 | 1968 | 1975 | 1982 | 1990 | 1999 | 2006 | 2013 | 2020 |
| Einwohner                  | 833  | 830  | 822  | 857  | 944  | 934  | 977  | 986  | 905  |
| Quellen: Cassini und INSEE |      |      |      |      |      |      |      |      |      |

## Sehenswürdigkeiten
- Kirche der Unbefleckten Empfängnis (Église d'Immaculée-Conception)

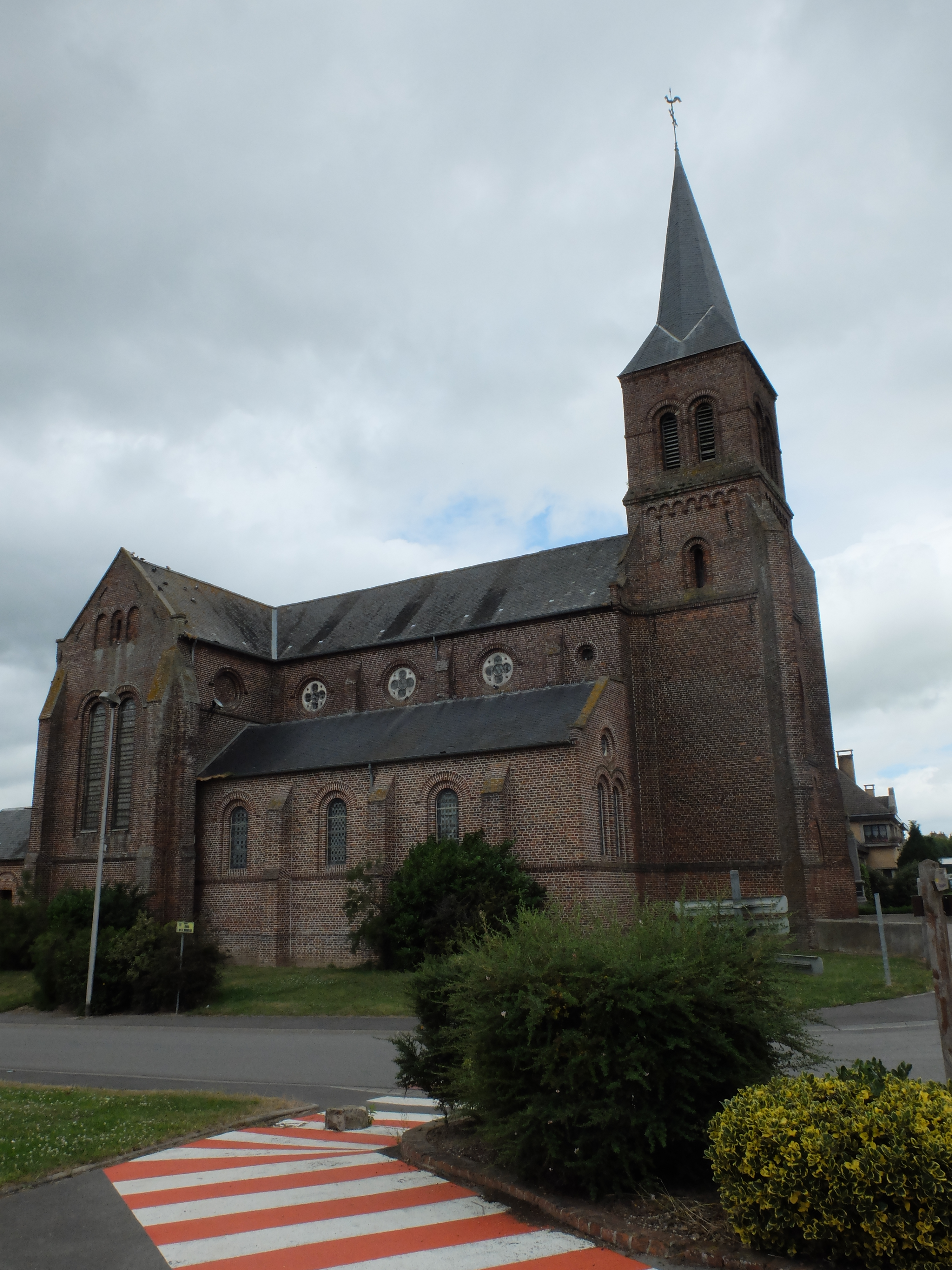
Kirche der Unbefleckten Empfängnis
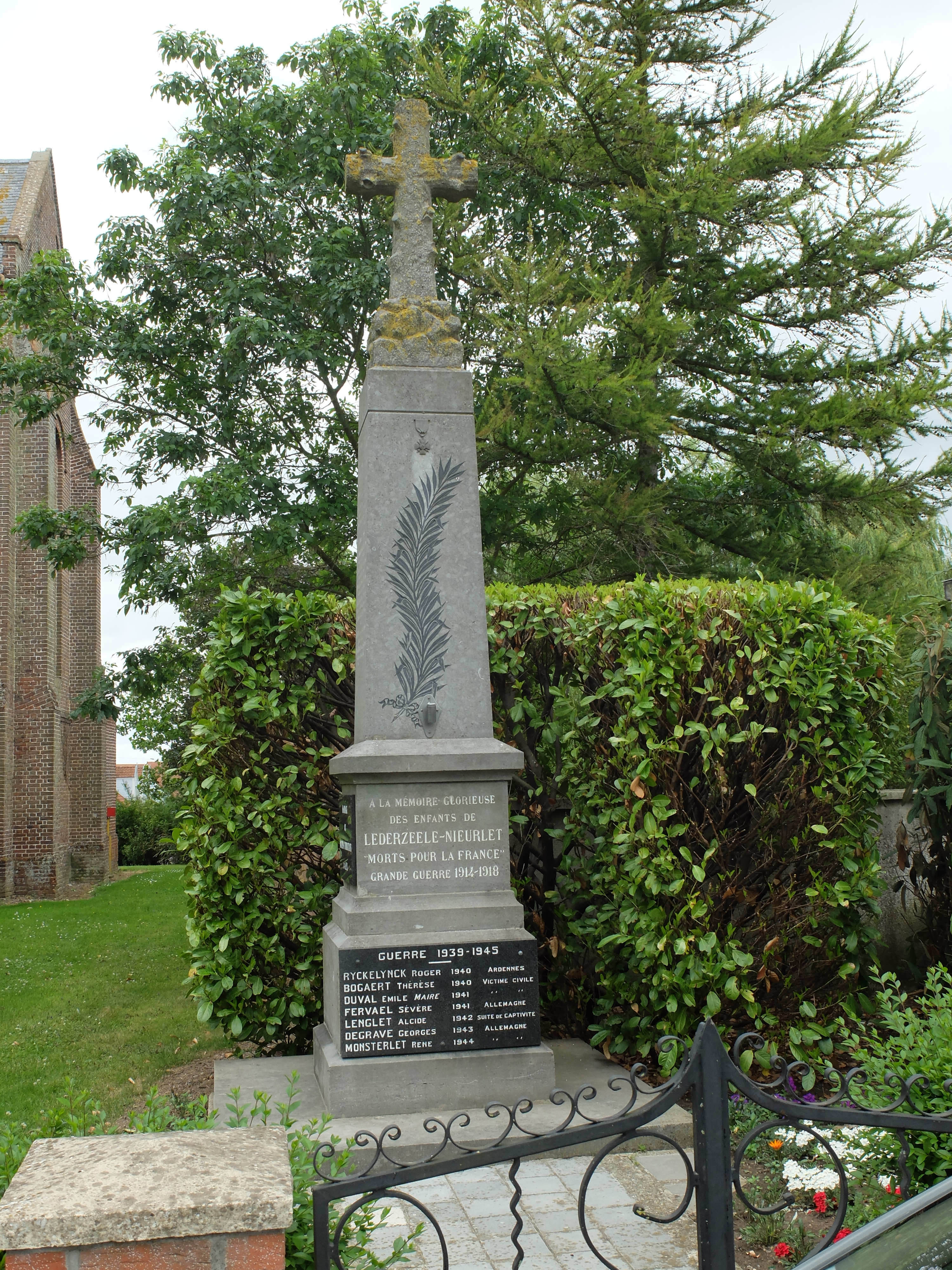
Gemeinsames Gefallenendenkmal der Gemeinden Nieuelet und Leederzeele